# St. Galler Zeitung

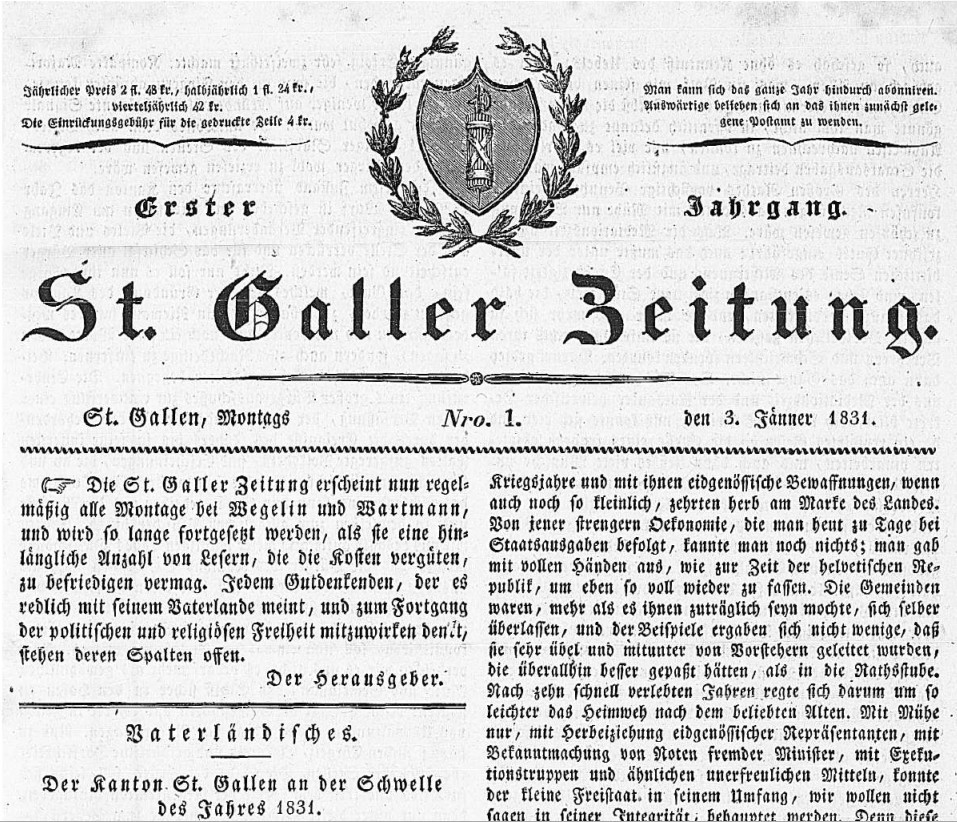
Erste Ausgabe 3. Januar 1831

Die St. Galler Zeitung war eine freisinnige Zeitung in der Ostschweiz. Sie wurde von Jakob Friedrich Wartmann gegründet und erschien vom 3. Januar 1831 bis zum 31. Dezember 1881. In den letzten 30 Jahren ihres Bestehens war sie unter den Redaktoren Huldrich Arnold Seifert, Friedrich Bernet, Theodor Curti und Hermann Seifert das Organ der st.-gallischen Liberalen.

## Inhalt
Neben Mitteilungen zum politischen Geschehen in St. Gallen und der Schweiz wurde im Nachrichtenteil auch über internationale Ereignisse berichtet.  

## Archiv
Die Kantonsbibliothek Vadiana hat 2012 in Zusammenarbeit mit der Schweizerischen Nationalbibliothek alle erschienenen 46'000 Zeitungsseiten als PDF zur freien Nutzung im Internet bereitgestellt. 

## Erscheinungsweise
Die Erscheinungshäufigkeit variierte über die Jahre. Zunächst wurde die vierseitige St. Galler Zeitung jeden Montag herausgegeben, dann von 1832 bis 1. Dezember 1845 jeden Mittwoch und Samstag, vom 7. Januar 1846 bis 30. Juni 1851 wöchentlich ein Mal und vom 1. Juli 1851 bis zum 31. Dezember 1881 als Tageszeitung sechs Mal pro Woche. Vom 7. Januar 1846 bis 30. Juni 1851 trug sie den Namen St. Galler-Bote. 